# The Pulse of Life
The Pulse of Life er en amerikansk stumfilm fra 1917 af Rex Ingram.

## Medvirkende
- Wedgwood Nowell som Guido Serrani
- Gypsy Hart som Lisetta Maseto
- Dorothy Barrett som Buckety Sue
- Molly Malone som Molly Capels
- Nicholas Dunaew som Domenic